# 帕泰島
2°06′S 41°03′E / 2.100°S 41.050°E

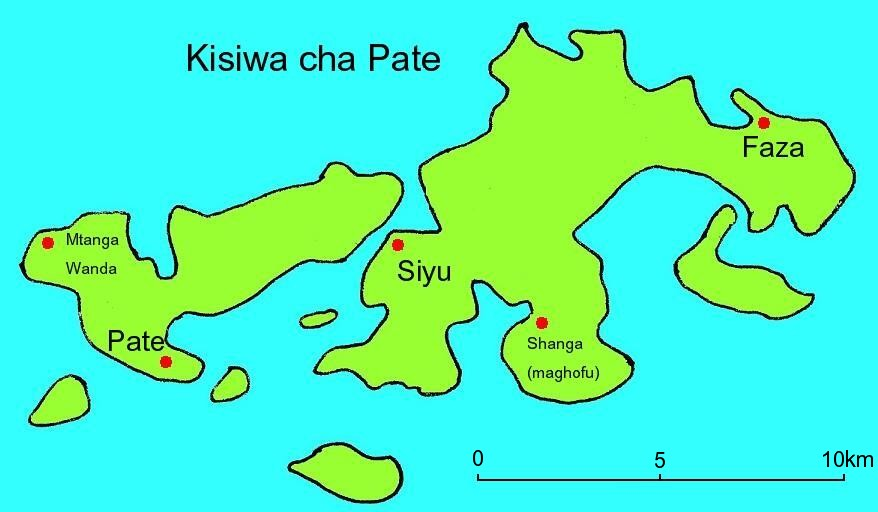

帕泰島（Pate Island）是印度洋的島嶼，位於東非國家肯雅北岸，是拉穆群島中最大的島嶼，毗鄰與索馬里接壤的邊界，由濱海省負責管轄，島上的主要城鎮是重要的歷史和考古地點。